# Reich Alemão
Reich Alemão (Deutsches Reich) (alemão: [ˈdɔʏtʃəs ˈʀaɪç] era o nome oficial para a Estado-Nação alemão no período de 1871 a 1943. Ele traduz literalmente em português para "Império Alemão". De 1943 a 1945, o nome oficial foi Großdeutsches Reich (Grande Reich alemão).
Para se referir a todo o período, o parcialmente traduzido "Reich Alemão" que não tem conotações monárquicas é usado frequentemente. Informalmente, esta nação foi também conhecida simplesmente como Alemanha.
A história do Estado-nação conhecido como "Reich" Alemão é geralmente dividida em três períodos:
- Sacro Império Romano-Germânico (800/962-1806)
- Império Alemão (1871-1918)
- Alemanha Nazista (1933-1945)